# Chester Williams

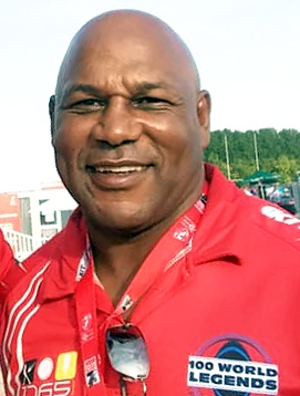
Chester Williams em 2018

Chester Mornay Williams (Paarl, 8 de agosto de 1970 – Cidade do Cabo, 6 de setembro de 2019) foi um  jogador sul-africano de rugby union. Atuava na posição de ponta.
Foi campeão da Copa do Mundo de Rugby Union de 1995, na própria África do Sul. Atuando como fullback, ficou conhecido como o único negro naquele elenco da Seleção Sul-Africana, historicamente associada aos brancos no rugby (e com isso normalmente desprezada pelos negros do país), naquele mundial. O título do torneio foi usado pelo recém-eleito presidente Nelson Mandela justamente para unir um país marcado pela segregação  e rendeu o livro Conquistando o Inimigo, de John Carlin, que por sua vez inspirou o filme Invictus, de Clint Eastwood. No filme, Williams é interpretado por McNiel Hendriks.
Apesar dessa fama, Williams, a rigor, não era qualificado como negro durante o regime de segregação racial, e sim como coloured (mestiço). Ele foi o primeiro não-branco a defender os Springboks a partir de 1992, quando, com o fim do apartheid, os Boks passaram a verdadeiramente representar toda a nação; até então, havia uma seleção própria para os mestiços e asiáticos (apelidada de Proteas), uma outra para negros (chamada de Leopards) e tentativas de equipes multirraciais através da versão sul-africana dos Barbarians e com a seleção apelidada de Mbabalas, embora só os Springboks (restritos aos brancos) fossem considerados a seleção oficial do país. No geral, Williams foi o terceiro não-branco a ser aproveitado pelos Boks; nos anos finais de segregação oficial, a seleção dos brancos usou primeiramente Errol Tobias e depois Avril Williams, tio de Chester. Ambos também eram qualificados oficialmente como mestiços.
Williams estreou pelos Springboks em 1993, contra a Argentina, marcando um try. No início, chegou a sofrer preconceito, incluindo dos próprios colegas: "Havia apelidos e algumas piadas ofensivas, mas só no começo. Todos viam as minhas habilidades, e formamos um time". Foi visto por Nelson Mandela, ainda presidente recém-eleito na época da Copa de 1995, como símbolo da oportunidade de demonstrar que não existiam diferenças entre as etnias e cores sul-africanas, e acabou tornando-se um dos jogadores mais próximos do presidente: "ele foi a chave do nosso sucesso. Para mim, ele significava o mundo, era minha fonte de inspiração", disse sobre Mandela.
Naquela Copa, uma lesão pouco antes do mundial afastou Williams das primeiras partidas. Sua vaga ficou com Pieter Hendriks, que acabou suspenso após confusão no jogo contra o Canadá. Recuperado, Williams estreou na competição contra Samoa Ocidental, marcando quatro tries e sendo mantido entre os titulares. Ao fim da carreira, se posicionou contra o racismo em sua autobiografia Chester, mas também criticou o sistema racial de cotas empregado no rugby union sul-africano. Jogou por seu país até 2000.
Faleceu em 6 de setembro de 2019 aos 49 anos, vítima de um ataque cardíaco na Cidade do Cabo. Sua morte foi vista como um impulso para a campanha sul-africana na Copa do Mundo de Rugby Union de 2019, realizada semanas depois; com efeito, os Boks venceram-na, em um título marcado pelo ineditismo de protagonistas "oficialmente" negros (a incluir o próprio capitão, Siya Kolise) pelos antigos padrões racistas do país.